# Pandanus cuneiformis
Pandanus cuneiformis är en enhjärtbladig växtart som beskrevs av Harold St.John. Pandanus cuneiformis ingår i släktet Pandanus och familjen Pandanaceae.
Artens utbredningsområde är Vanuatu. Inga underarter finns listade.